# Spryginia falcata
Spryginia falcata är en korsblommig växtart som beskrevs av Viktor Petrovitj Botjantsev. Spryginia falcata ingår i släktet Spryginia och familjen korsblommiga växter. Inga underarter finns listade i Catalogue of Life.